# یوهان فلودروس
یوهان فلودروس (انگلیسی: Johan Floderus) (زاده ۱۰ سپتامبر ۱۹۹۰) شهروند اهل سوئد و دیپلمات اتحادیه اروپا است که توسط جمهوری اسلامی ایران بازداشت شده و زندانی است. او بهار سال ۱۴۰۱ به ایران سفر کرد و در ۲۸ فروردین زمانی که قصد خروج داشت در فرودگاه بازداشت شد. موضوع بازداشت او در تاریخ ۴ سپتامبر ۲۰۲۳ توسط نیویورک تایمز فاش شد؛ اتحادیه اروپا تا ۱۳ شهریور ۱۴۰۲ (۴ سپتامبر ۲۰۲۳) زندانی شدن او را مخفی نگه داشته بود. وی تا زمان افشای زندانی شدن او توسط جمهوری اسلامی ایران به مدت ۵۰۰ روز در زندان بوده‌است. فلودروس از سال ۲۰۱۹ به عنوان دستیار ایلوا یوهانسون کمیسر اروپایی در امور مهاجرت خدمت کرد. سرانجام در سال ۲۰۲۱، او به سرویس اقدام خارجی اروپا پیوست.
به گزارش خبرگزاری فرانسه، خانواده یوهان فلودروس در سی و سومین سالروز تولد یوهان خواستار آزادی فوری او شدند و تصویری از او در تنها تماس ویدیویی از زندان اوین در تاریخ ۱۶ مرداد ۱۴۰۲ منتشر کردند.
فلودروس قبل از دستگیری در آوریل ۲۰۲۲، چندین مرتبه از ایران در زمینه تجارت دیپلماتیک برای اتحادیه اروپا بازدید کرده بود که همه آنها بدون هیچ گونه حادثه‌ای بود. در ۱۰ سپتامبر، خانواده فلودروس رسماً کمپینی عمومی با نام FreeJohanFloderus# برای حمایت از آزادی او آغاز کردند.
قوه قضائیه دوشنبه ۲۰ آذر ۱۴۰۲ اعلام کرد فلودروس را به اتهام «اقدامات گسترده علیه امنیت کشور با وصف همکاری اطلاعاتی گسترده با اسرائیل» و «افساد فی‌الارض» محاکمه کرده‌است.